# Тропічна спека (телесеріал)
«Тропічна спека» (англ. Tropical Heat, альтернативна назва англ. Sweating Bullets) — детективний телесеріал виробництва Канади, знятий за участі Мексики та Ізраїля. Знімався з 1991 по 1993 рік.

## Сюжет
Серія фільмів розповідає про пригоди та розслідування Ніка Слоттера, колишнього агента DEA, що був відправлений як приватний детектив на Кариби. В його розслідуваннях йому часто допомагає Сильвія, колишній туристичний агент.

## У ролях
- Роб Стюарт — Нік Слоттер
- Керолін Данн — Сильвія Жерар
- Джон Девід Бленд — Ян Стюарт (1991-92)
- Ян Трейсі — Спайдер Гарвін (1992-93)
- Юджин Кларк — Оллі Портер (1991)
- Педро Армендаріс молодший — лейтенант Каррільо (1991-92)
- Арі Сорко-Рам — сержант Грегорі (1992-93)
- Аллен Нешмен — Роллі (1992-93)
- Грем Кемпбелл — Руперт
- Тан-Тан — грає саму себе

## Серії
- 1992 «Із записок приватного детектива Слотера» (англ. Slaughter P.I.: From The Files...) — режисер Сем Ферстенберг.

## Дивись також
- Список серій серіалу «Тропічна спека»

Всього було видано 3 сезони:
1 сезон — 9 серій
2 сезон — 21 серія
3 сезон — 36 серій
Логічного кінця у серіалу немає .

## Популярність у Сербії
Серіал був особливо популярним у Сербії, де він набув культового статусу. У бурхливому соціальному середовищі - з торговельним ембарго ООН, накладеним на країну, і громадянською війною, що точилася неподалік, - персонаж Ніка Слотера став наочною моделлю, особливо серед міської молоді, і, зрештою, навіть символом опозиційної політики.
Протягом 90-х років серіал транслювався на чотирьох сербських телеканалах - телевізійних телеканалах "Телеполітика" (1992-93), "NS +" (1993-94), "РТС 3К" (1994-95) та "RTV Pink" (1996-97) і повторювався багато разів. Окрім сухого гумору та захоплюючого сюжету, шоу було надзвичайно добре сприйняте, оскільки його ідилічна атмосфера тропічного острова була абсолютним контрастом до Сербії середини 90-х років. Повторні покази в ізольованій тоді країні зробили шоу надзвичайно популярним, перетворивши його на невелике національне культурне явище.
Сприйняття Ніка Слотерта, що є широко поширеним героєм у Сербії, можливо, розпочалося в передмісті Белграду в Жарково, де з'явилося легендарне тепер графіті "Sloteru Niče, Žarkovo ti kliče" ("Слотере Ніку, Зарково тебе кличе", яке римується сербською мовою)  Незабаром після цього протягом масових протестів упродовж зими 1996-97 проти фальсифікацій виборів, проведених Слободаном Мілошевичем та його партією на місцевих виборах у листопаді 1996 року, гасло "Slotera Nika, za predsednika" ("Слотера Ніка в Президенти") також римоване сербською мовою) стало популярними на баннерах та значках як символ протистояння режиму. Інший популярний слоган був "Свакој мајци треба да је дика, која има сина к'о Слотера Ника" ("Кожна мати повинна пишатись тим, що має сина, як Нік Слотер"). Сербська панк-група «Атеист реп» віддала данину головному героєві серіалу в своїй пісні "Slaughteru Nietzsche" з її базованим на графіті приспівом "Sloteru Niče, Srbija ti kliče" ("Слотере Ніку, Сербія тебе кличе")  в їхньому альбомі 1998 року II liga zapad. У 2008 році Роб Стюарт виконав пісню з групою на сцені.

Річковий ресторан, названий Тропічна спека (сербською "Тропска врелина") на пляжі вздовж річки Сава в Сремська Митровиця, Сербія (літо 2009)

Багато місцевих барів, таверн та літніх патіо в Сербії були названі «Тропічна спека» на честь Ніка Слотера та популярного телевізійного шоу. Вони, як правило, розташовувалися уздовж річок, щоб  нагадували «дух Кі Мерайа».
Очевидно, ніхто, хто був пов'язаний із серіалом, не знав про свою надзвичайну популярність у Сербії до грудня 2008 року, коли канадський актор Роб Стюарт, який зіграв Ніка Слотера у фільмі, випадково виявив це, натрапивши на групу фанатів у «Facebook», названу "Tropical Heat/Nick Slaughter" із близько 17 000 (переважно сербських) учасників. Ознайомившись із причиною та обставинами своєї сербської слави, 48-річний Стюарт, головним чином безробітний, разом із другом-кінорежисером Марком Веспі та його сестрою Лізою, вирішив спробувати зробити документальний фільм про це «Слотера Ніка в Президенти»(«Slaughter Nick for President»). З цією метою вони зв'язалися з групою «Атеист реп», і незабаром все було організовано для того, щоб Роб вийшов на сцену, як гість на фестивалі «To Be Punk» в Новому Саді 6 червня.